# Кашинете Нере (Леко)
Кашинете Нере је насеље у Италији у округу Леко, региону Ломбардија.
Према процени из 2011. у насељу је живело 84 становника. Насеље се налази на надморској висини од 319 м.